# Savogna d'Isonzo
Savogna d'Isonzo é uma comuna italiana da região do Friuli-Venezia Giulia, província de Gorizia, com cerca de 1.721 habitantes. Estende-se por uma área de 16 km², tendo uma densidade populacional de 108 hab/km². Faz fronteira com Doberdò del Lago, Farra d'Isonzo, Gorizia, Sagrado.

## Demografia
| Variação demográfica do município entre 1861 e 2011                               |
|                                                                                   |
| Fonte: Istituto Nazionale di Statistica (ISTAT) - Elaboração gráfica da Wikipedia |